# Ezra Ames
Pour les articles homonymes, voir Ames (homonymie).
Ezra Ames, né le 5 mai 1768 à Framingham dans le Massachusetts et mort le 23 février 1836 à Albany dans l'État de New York, est un portraitiste populaire à la fin du XVIIIe et au début du XIXe siècle. Plus de 700 portraits lui sont attribués.

## Biographie
Il déménage à Worcester dans le Massachusetts en 1790 et épouse Zipporah Wood en 1794. Quelque temps plus tard, il s’installe à Albany, dans l'État de New York, où il peint de nombreuses personnalités, notamment les premiers portraits du gouverneur George Clinton et d'Alexander Hamilton. En plus des portraits et des paysages, il peint aussi des miniatures, un certain nombre de natures mortes et de peintures historiques. Il possède également un réel talent pour la gravure.
Au cours de sa carrière, Ames peint de nombreux membres de la législature de l'État de New York et prend une retraite confortable grâce aux économies amassées pendant sa carrière prolifique, principalement entre 1800 et 1820. Il est même surnommé officieusement le portraitiste officiel de l'État de New York.
Ames est un franc-maçon actif, ce qui lui vaut de nombreuses commandes de la part de ses confrères. Il est élu à titre posthume membre honoraire de l'American Academy of Fine Arts (en) de New York.

## Œuvres

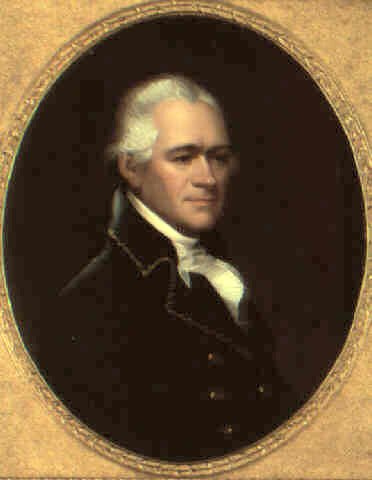
Alexander Hamilton, 1800
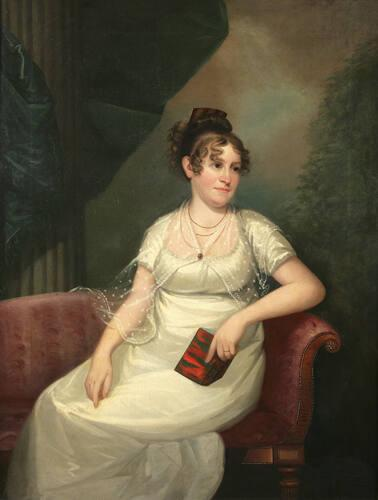
Mrs. Daniel D. Tompkins, 1809
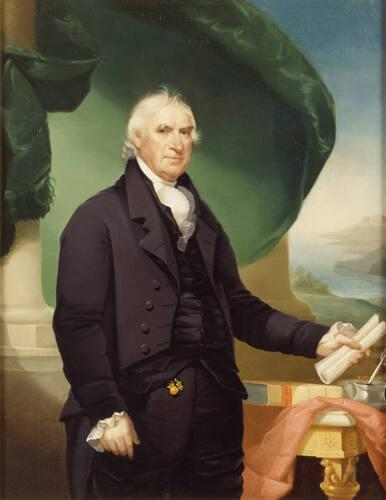
George Clinton, 1813
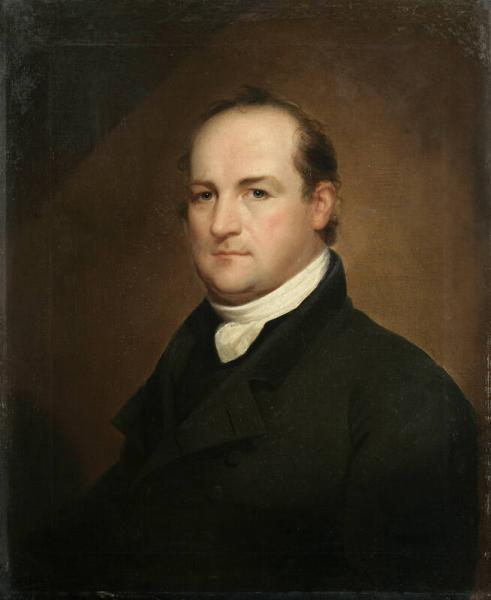
Myron Holley, 1819
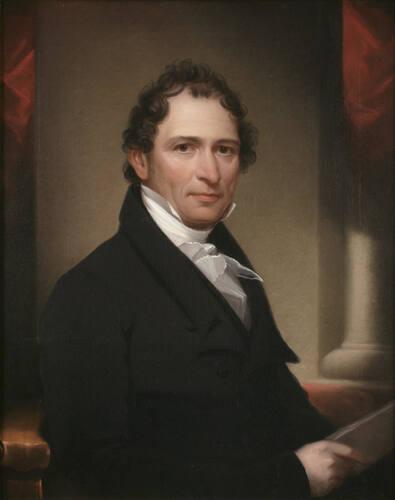
Clarkson Crolius Sr, 1825
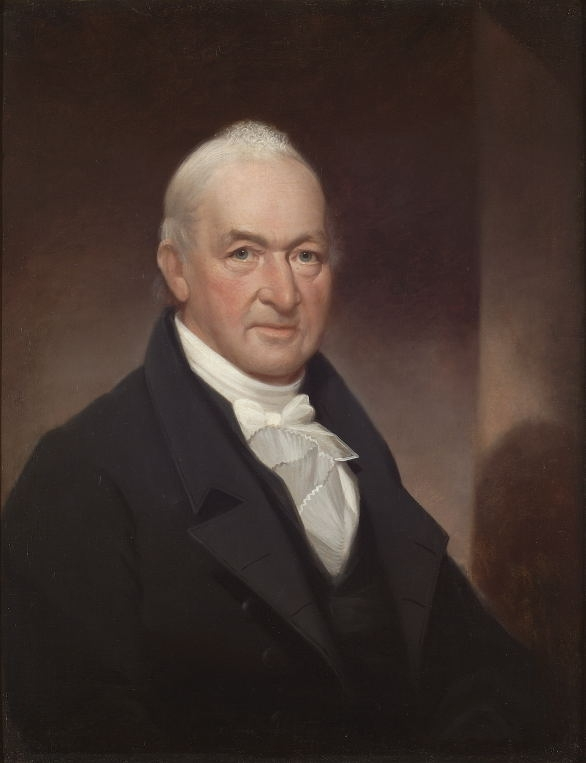
Benjamin Tallmadge, 1825